# آنری شاریر
آنری شاریر (به فرانسوی: Henri Charrière) نویسنده قرن بیستم میلادی اهل فرانسه است. وی که به اتهام قتل توسط دادگاه فرانسه محکوم شده بود، مهمترین حوادث پیرامون این ماجرا را در کتابی با عنوان پاپیون به رشتهٔ تحریر در آورد. این کتاب بسیار موفق بود. وی ادعا داشت که بیشتر رخدادهای تحریر شده در پاپیون تا حد زیادی درست است، اما منتقدان مدرن بر این باورند که بسیاری از مواد کتاب در واقع خاطرات نقل‌شدهٔ دیگر زندانیان همراه «شاریر» بوده‌است.

## زندگی
شاریر در آردش متولد شد. او دو خواهر بزرگتر داشت. مادر او زمانی که وی ۱۰ ساله بود فوت کرد. در ۱۷ در سالگی و در سال ۱۹۲۳، در نیروی دریایی فرانسه به عنوان داوطلب خدمت سربازی و به مدت دو سال خدمت کرد.
با توجه به آنچه از کتاب برمی‌آید، شاریر در ۲۶ اکتبر ۱۹۳۱ به اتهام قتل رولاند لوپتی، اتهامی که او به شدت تکذیب کرد، محکوم شد. او به زندگی در زندان و ده سال کار سخت محکوم شد. پس از یک زندان کوتاه در زندان‌های موقت در کن فرانسه، او در سال ۱۹۳۳ به زندان سنت لوران مارونی در رودخانه مارونی، به جزیره شیطان در ناحیه گویان در شمال شرقی آمریکای جنوبی منتقل شد.
با توجه آنچه در کتاب آمده‌است، او برای اولین بار در ۲۸ نوامبر سال ۱۹۳۳ میلادی اقدام به فرار کرد. دوستان همراه وی در این فرار مااورت و کلوزت بودند که وی را در بسیاری از دوران فرار همراهی کردند.
او همچنین در یکی از فرارهای خویش ماهها در میان یک قبیلهٔ سرخپوست زندگی نمود، اما به محض خروج از آن قبیله مجدداً دستگیر و زندانی شد.
او نهایتاً پس از چندین مورد فرار و بازداشت به ونزوئلا گریخت و در آنجا با ریتا ازدواج نمود. او همچنین موفق شد رستورانی در کاراکاس و ماراکایبو افتتاح نماید. از او حتی بعدها دعوت شد تا در برنامه‌های تلویزیونی شرکت نموده و به بیان خاطرات خویش بپردازد.
او در سال ۱۹۶۹ به فرانسه بازگشت و در آنجا توانست ۱٫۵ میلیون نسخه از کتاب پاپیون را به فروش برساند، چیزی که البته مورد انتقاد وزیر وقت فرهنگ فرانسه قرار گرفت.
نهایتاً این کتاب در ۱۹۷۳ تبدیل به فیلمی با کارگردانی فرانکلین جی شافنر و با بازیگری استیو مک کویین و داستین هافمن شد.
شاریر در ۲۹ ژوئیه ۱۹۷۳ میلادی به علت ابتلا به سرطان‌های سر و گردن در شهر مادرید درگذشت.